# Hoofdklasse 2013-14
La Liga Premier Surinamesa 2013-14 es la octogésima edición del torneo de Primera División del Fútbol de Surinam. La temporada se desarrolló del 25 de octubre del 2013 al 20 de mayo del 2014.
El Inter Moengotapoe se proclamó campeón de la liga – su sexta conquista – mientras que el histórico SV Robinhood y el SV Boskamp descendieron.

## Sistema de competición
El modo de disputa es el de todos contra todos a partidos de ida y vuelta, es decir a dos rondas compuestas por nueve jornadas cada una con localía recíproca. Se convierte en campeón el equipo que acumula la mayor cantidad de puntos al término de las 18 jornadas.

## Producto de la clasificación
- El torneo coronará al campeón número 80 en la historia de la SVB-Hoofdklasse.

- Este obtendrá a su vez el acceso a la primera ronda del Campeonato de Clubes de la CFU 2015.

- El segundo lugar en la tabla tendrá acceso a la primera ronda del Campeonato de Clubes de la CFU 2015.

- Por último, serán determinados, sobre la base de su posición en la tabla, el equipo descendido a la SVB-Eerste Klasse (Segunda División) y el que debe jugar por la promoción de categoría.

## Ascensos y descensos
| Club              | Ascendido como                    |
| ----------------- | --------------------------------- |
| SCSV Takdier Boys | Campeón SVB-Eerste Klasse 2012-13 |

| Club          | Descendido como            |
| ------------- | -------------------------- |
| Randjiet Boys | 10º en Hoofdklasse 2012-13 |

## Equipos participantes
| Club                 | Ciudad     | Estadio                    | Capacidad | Posición 2012-13 |
| -------------------- | ---------- | -------------------------- | --------- | ---------------- |
| SV Boskamp           | Groningen  | Estadio J. Eliazer         | 1,000     | 7º               |
| Inter Moengotapoe    | Moengo     | Estadio Ronnie Brunswijk   | 3,000     | 1º               |
| SCSV Takdier Boys    | Paramaribo | Estadio Eddy Blackman      | 2,000     | Ascendido        |
| SNL                  | Paramaribo | Estadio Dr. Franklin Essed | 3,500     | 9°               |
| SV Excelsior         | Meerzorg   | Estadio Meerzorg           | 1,300     | 4º               |
| SV Leo Victor        | Paramaribo | Estadio Dr. Franklin Essed | 3,500     | 3º               |
| SV Notch             | Moengo     | Estadio Ronnie Brunswijk   | 3,000     | 2º               |
| SV Robinhood         | Paramaribo | Estadio André Kamperveen   | 6,000     | 8º               |
| SV Transvaal         | Paramaribo | Estadio André Kamperveen   | 6,000     | 5º               |
| Walking Bout Company | Paramaribo | Estadio André Kamperveen   | 6,000     | 6º               |

El campeonato está integrado por diez equipos, en su mayoría pertenecientes a la capital del país, Paramaribo, que alberga 6 clubes mientras los cinco restantes son de las ciudades de Groningen, Moengo y Meerzorg.

## Clasificación
Fuente
| Pos | Equipo                | Pts | PJ | G  | E | P  | GF | GC | DIF |
| --- | --------------------- | --- | -- | -- | - | -- | -- | -- | --- |
| 1ª  | Inter Moengotapoe (C) | 44  | 18 | 14 | 2 | 2  | 42 | 17 | 25  |
| 2ª  | SV Excelsior          | 38  | 18 | 12 | 2 | 4  | 40 | 28 | 12  |
| 3ª  | SV Leo Victor         | 32  | 18 | 9  | 5 | 4  | 38 | 20 | 18  |
| 4ª  | Walking Bout Company  | 29  | 18 | 8  | 5 | 5  | 46 | 30 | 16  |
| 5ª  | SNL                   | 25  | 18 | 7  | 4 | 7  | 37 | 39 | -2  |
| 6ª  | SV Notch              | 19  | 18 | 4  | 7 | 7  | 26 | 30 | -4  |
| 7ª  | SCSV Takdier Boys     | 19  | 18 | 5  | 4 | 9  | 24 | 31 | -7  |
| 8ª  | SV Transvaal          | 18  | 18 | 4  | 6 | 8  | 19 | 30 | -11 |
| 9ª  | SV Boskamp            | 18  | 18 | 5  | 3 | 10 | 32 | 45 | -13 |
| 10ª | SV Robinhood          | 6   | 18 | 0  | 6 | 12 | 20 | 53 | -33 |

 Pos=Posición; Pts=Puntos; PJ=Partidos jugados; G=Partidos ganados; E=Partidos empatados; P=Partidos perdidos; GF=Goles a favor; GC=Goles en contra; DIF=Diferencia de gol
|  | Clasificado para el Campeonato de Clubes de la CFU 2015 |
|  | Zona de Promoción por la permanencia                    |
|  | Zona de descenso directo                                |

### Play-offs 8° lugar y promoción
En el Play-off por el 8° lugar se enfrentan, en partido único y en terreno neutral, el SV Transvaal y el SV Boskamp ya que ambos clubes acabaron empatados en la tabla general de clasificación con 18 puntos.
| 1 de junio de 2014 | SV Transvaal | 0:0 (3-1 pen.) | SV Boskamp | Estadio Dr. Franklin Essed, Paramaribo |  |

En las eliminatorias de ascenso y descenso se enfrentan el perdedor de la eliminatoria por el 8.º lugar (SV Boskamp) contra el Botopasie, de la Segunda división, en una serie de dos partidos a ida y vuelta. El ganador al término de los dos partidos permanece o asciende, según sea el caso, a la Hoofdklasse 2014-15.
| 1 de junio de 2014 | SV Boskamp | 1:0 | Botopasie | Estadio J. Eliazer, Groningen |  |

| 7 de junio de 2014 | Botopasie | 3:0 | SV Boskamp | Estadio NGVB, Paramaribo |  |